# В'язовець (Молодечненський район)
В'язовець (біл. вёска Вязавец) — село в складі Молодечненського району Мінської області, Білорусь. Село підпорядковане Тюрлівській сільській раді, розташоване в західній частині області.